# ياروسلاف نيتوليكا
ياروسلاف نيتوليكا، من مواليد 3 مارس 1954، لاعب كرة قدم تشيكوسلوفاكي سابق، ومدرب كرة قدم تشيكي.
لعب مع منتخب تشيكوسلوفاكيا لكرة القدم.

## روابط خارجية
- ياروسلاف نيتوليكا على موقع قاعدة بيانات كرة القدم.إي يو (الإنجليزية)
- ياروسلاف نيتوليكا على موقع ناشيونال فوتبول تيمز (الإنجليزية)
- ياروسلاف نيتوليكا على موقع أوليمبيديا (الإنجليزية)
- ياروسلاف نيتوليكا على موقع اللجنة الأولمبية التشيكية (التشيكية)